# Mellan-Gryssjön
Mellan-Gryssjön är en sjö i Ljusdals kommun i Hälsingland och ingår i Ljusnans huvudavrinningsområde. Sjön har en area på 0,155 kvadratkilometer och ligger 443,9 meter över havet. Sjön avvattnas av vattendraget Gryssjöån.

## Delavrinningsområde
Mellan-Gryssjön ingår i det delavrinningsområde (685178-143066) som SMHI kallar för Utloppet av Nedra Gryssjön. Medelhöjden är 523 meter över havet och ytan är 15,66 kvadratkilometer. Det finns ett avrinningsområde uppströms, och räknas det in blir den ackumulerade arean 39,15 kvadratkilometer. Gryssjöån som avvattnar avrinningsområdet har biflödesordning 3, vilket innebär att vattnet flödar genom totalt 3 vattendrag innan det når havet efter 225 kilometer. Avrinningsområdet består mestadels av skog (75 procent) och sankmarker (17 procent). Avrinningsområdet har 0,33 kvadratkilometer vattenytor vilket ger det en sjöprocent på 2,1 procent.